# Бисмарк, Герберт фон
Князь (1898) Генрих Фердинанд Герберт фон Бисмарк (нем. Nicolaus Heinrich Ferdinand Herbert von Bismarck; 28 декабря 1849 — 18 сентября 1904) — германский государственный деятель.

## Биография
Старший сын рейхсканцлера Отто фон Бисмарка. Крестный сын  прусского судьи, политика, публициста и писателя Эрнста Людвига фон Герлаха.
В кампанию 1870—1871 годов служил в драгунах и ранен под Мар-ля-Туром.
После войны избрал дипломатическое поприще и быстро сделал карьеру, состоя при посольствах в Риме, Лондоне и Петербурге и полномочным министром в Гааге.
В 1881 году внимание общественности привлёк роман Герберта фон Бисмарка с замужней княгиней Элизабет цу Каролат-Бейтен. Отец Герберта всячески противился официальному оформлению отношений между влюблёнными, угрожал сыну лишением наследства и даже самоубийством и добился разрыва между влюблёнными.

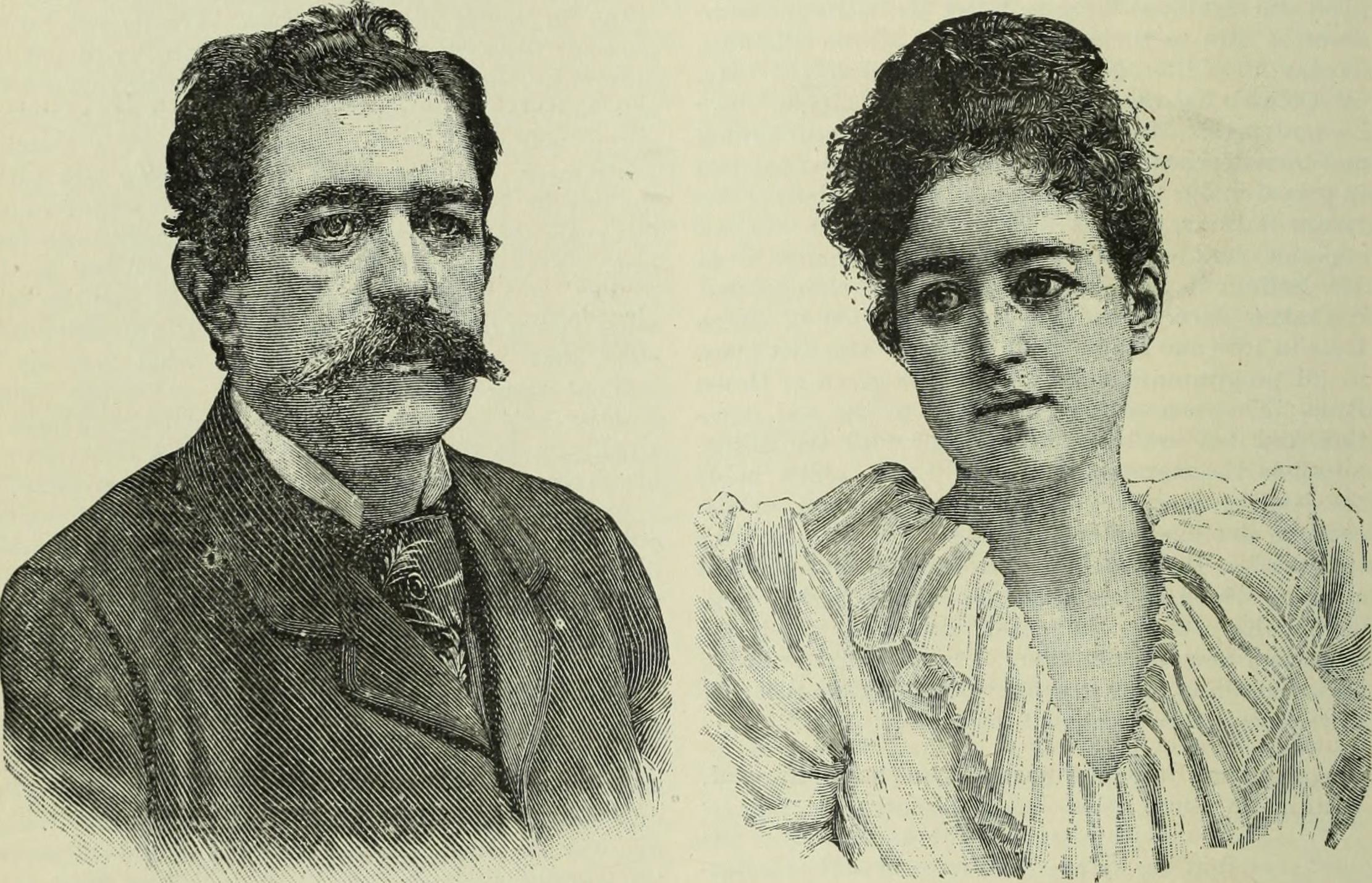
Герберт фон Бисмарк с женой Маргаритой

Женился на Маргарите Мальвине, графине фон Хойос (1871–1945), дочери Георга Антона Графа фон Хойоса и Алисы Уайтхед, дочери изобретателя торпеды Роберта Уайтхеда, в браке родилось 5 детей: 
- Ханна фон Бредоу (1893–1971), замужем за  Леопольдом Вальдемаром фон Бредоу (1875-1933), 5 дочерей и 3 сына;
- Мария Гёдела, графиня Бисмарк-Шенхаузен (1896–1981), замужем за Германом фон Кайзерлингом (1880-1946), 2 детей
- Отто фон Бисмарк младший[нем.] (1897–1975), женат на Анн-Мари Тенгбом (1907–1999), 6 детей
- Готфрид фон Бисмарк-Шенхаузен (1901–1949), женат на графине Мелани Хойос (1916–1949), 3 детей
- Альбрехт Эдзард «Эдди» Генрих Карл фон Бисмарк-Шенхаузен (1903–1970), женат на Моне Трэвис Стрейдер (1897–1983), бездетен

В 1885 году стал помощником статс-секретаря по иностранным делам, в 1886 году статс-секретарем, а в апреле 1888 года министром иностранных дел. В некоторых случаях графу Герберту приходилось замещать своего отца князя Бисмарка. С отставкой князя и сын его оставил государственную службу.
С 1893 года был депутатом рейхстага, где не принадлежал ни к какой партии («дикий»), но защищал консервативно-аграрную политику; вел борьбу с Каприви. В 1898 году унаследовал княжеский титул (но не титул герцога Лауэнбургского, который был пожалован лично князю Бисмарку).
Герберт фон Бисмарк умер в возрасте 54 лет от болезни печени, вызванной алкоголизмом.

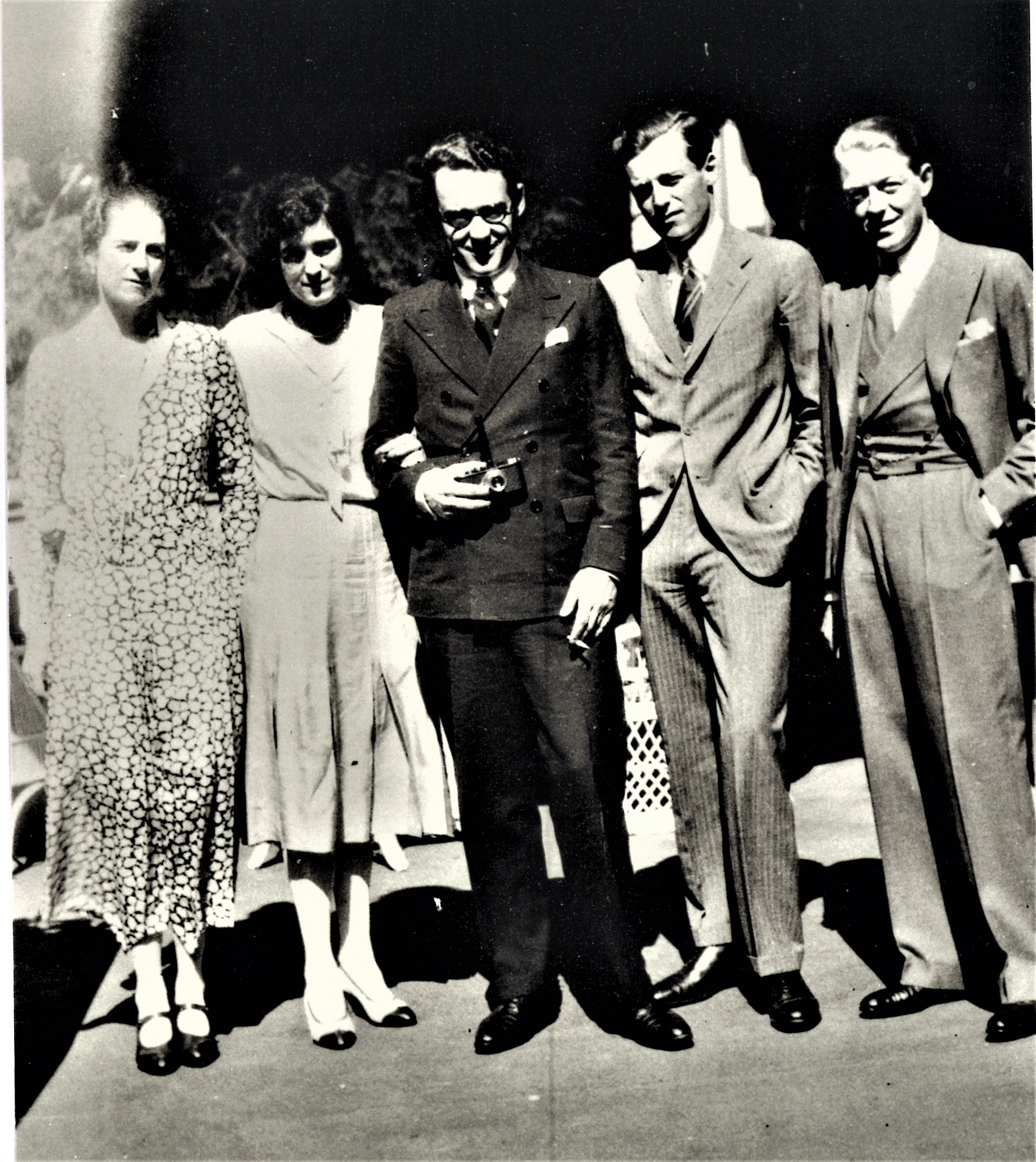
Мария Гедела, Ханна фон Бредов, Отто, Готфрид и Альбрехт в 1941 году